# Чибисовский район
Чибисовский район — административно-территориальная единица в составе Воронежской, Орловской и Липецкой областей РСФСР, существовавшая в 1935—1956 годах. Административный центр — Талица.
Чибисовский район был образован в составе Воронежской области в 1935 году.
27 сентября 1937 года Чибисовский район был передан в Орловскую область.
6 января 1954 года Чибисовский район был передан в Липецкую область.
4 июля 1956 года Чибисовский район был упразднён, а его территория передана в Елецкий район.